# クラシック音楽の作曲家一覧
クラシック音楽の作曲家一覧（クラシックおんがくのさっきょくかいちらん）では、音楽史上の分類としてのクラシック、つまりバロックやロマン派に対するクラシック（古典派）ではなく、ジャンルとしてのクラシック音楽、つまりジャズやポピュラー音楽に対する「クラシック」の作曲家をまとめてある。
- 中世西洋音楽の作曲家一覧
- ルネサンス音楽の作曲家一覧 （生誕1400年 - 1600年頃）
- バロック音楽の作曲家一覧 （生誕1600年 - 1760年頃）
- 古典派音楽の作曲家一覧 （生誕1730年 - 1820年頃）
- ロマン派音楽の作曲家一覧 （生誕1815年 - 1910年頃）
  - ウィンナワルツ
  - 国民楽派
- 近現代音楽の作曲家一覧 （生誕1900年以降）
  - 印象主義音楽
  - 新古典主義音楽
  - 新ウィーン楽派
  - ポーランド楽派
  - スペクトル楽派
  - 新しい複雑性
  - ポスト構造主義
- クラシック音楽の作曲家一覧 (五十音順) - 海外のみ
- 日本のクラシック音楽の作曲家一覧
- 北中南米のクラシック音楽作曲家一覧
- 女性作曲家の一覧